# Bożena Bogucka
Bożena Bogucka (ur. 25 listopada 1970 w Bielawie) – polska lekkoatletka, wieloboistka, mistrzyni i reprezentantka Polski.

## Kariera sportowa
Była zawodniczką Bielawianki i Śląska Wrocław.
Na mistrzostwach Polski seniorów na otwartym stadionie zdobyła dwa medale w siedmioboju: złoty w 1995 i brązowy w 1993. W halowych mistrzostwach Polski seniorów wywalczyła sześć medali w pięcioboju: złote w 1993 i 1996, srebrne w 1991 i 1995, brązowe w 1990 i 1994.
Reprezentowała Polskę na zawodach Superligi Pucharu Europy w wielobojach. W 1993 zajęła 27. miejsce, z wynikiem 5147, w 1995 była 25., z wynikiem 5277.
Rekord życiowy w siedmioboju: 5554 (16.06.1991), w pięcioboju w hali: 4103 (24.02.1996), w skoku wzwyż: 1,81 (15.06.1991).